# 뮈르크비드
뮈르크비드(고대 노르드어: Myrkviðr→"어두컴컴한 숲" 또는 "검은 숲")는 유럽의 여러 숲들에서 사용되는 이름이다.
이 노르드어 이름에서 직접 파생된 이름은 스웨덴과 노르웨이에서 지명으로 사용되며, 그 외의 유럽 지역에서도 관련된 형태의 이름들이 발견된다. 가장 유명한 것은 독일의 슈바르츠발트(Schwarzwald→검은 숲)일 것이다. 어쩌면 고대 유럽에서는 "검은 숲"이라는 표현이 빽빽하고 어두운 숲을 가리키는 일반명사였을 수도 있다.

## 어원
"뮈르크비드(myrkviðr)"라는 낱말은 두 개의 낱말의 합성어이다. 첫번째 성분은 "어두운"이라는 뜻의 "뮈르크(myrk)"로서 이에 해당하는 영어 표현은 "머키(mirky, murky)이다. 두번째 성분은 "비드(viðr)로서 "숲"을 의미한다.

## 출전
뮈르크비드라는 이름이 등장하는 문헌으로는 《고 에다》에 수록된 〈로키의 말다툼〉, 〈아틀리의 서사시〉, 〈훈딩을 죽인 자 헬기의 첫 번째 서사시〉, 〈흘로드의 서사시〉의 서사시들과 《평평한 섬의 서》, 《헤르보르와 헤이드레크의 사가》와 같은 산문문학이 있다.
문헌마다 뮈르크비드가 가리키는 대상은 제각기 달라진다.
1. 고트족과 훈족의 국경이 되는 마이오티스 늪 (출전: 헤르보르와 헤이드레이크의 사가)
2. 훈족과 부르군트족의 국경이 되는 숲 (출전: 노르딕 족보)
3. 스웨덴의 콜모르덴 숲 (출전: 고대의 어떤 왕들에 대한 사가, 헬기 훈딩스베인 서사시들)
4. 웁살라 남쪽에 있는 숲. 이 숲의 오늘날의 이름은 룬센(Lunsen)이다. (출전: 스웨덴 대전사의 사트르)
5. 오늘날의 핀란드 또는 랩란드 어딘가 (출전: 볼룬드의 서사시)
6. 아스가르드와 무스펠스헤임의 경계 (출전: 로키의 말다툼)

## 참고 자료
- Bugge, Sophus (1896).  Helge-digtene i den Ældre Edda. G. E. C. Gad
- Bjordvand, Harald; Lindeman, Fredrik Otto (2007). Våre arveord. Novus. ISBN 978-82-7099-467-0
- Gentry, Francis G. (2002). The Nibelungen Tradition: An Encyclopedia. Routledge. ISBN 0-8153-1785-9
- Carpenter, Humphrey (1981). The Letters of J.R.R. Tolkien. London: Allen & Unwin
- Chadwick, Nora K. (1922).  Anglo-Saxon and Norse poems. Cambridge: The University press
- Cleasby, Richard; Vigfusson, Gudbrand (1874). ] Icelandic–English Dictionary. Oxford: Clarendon Press
- Simek, Rudolf (2007) translated by Angela Hall. Dictionary of Northern Mythology. D.S. Brewer. ISBN 0-85991-513-1